# Paulinerbasilika (Krakau)

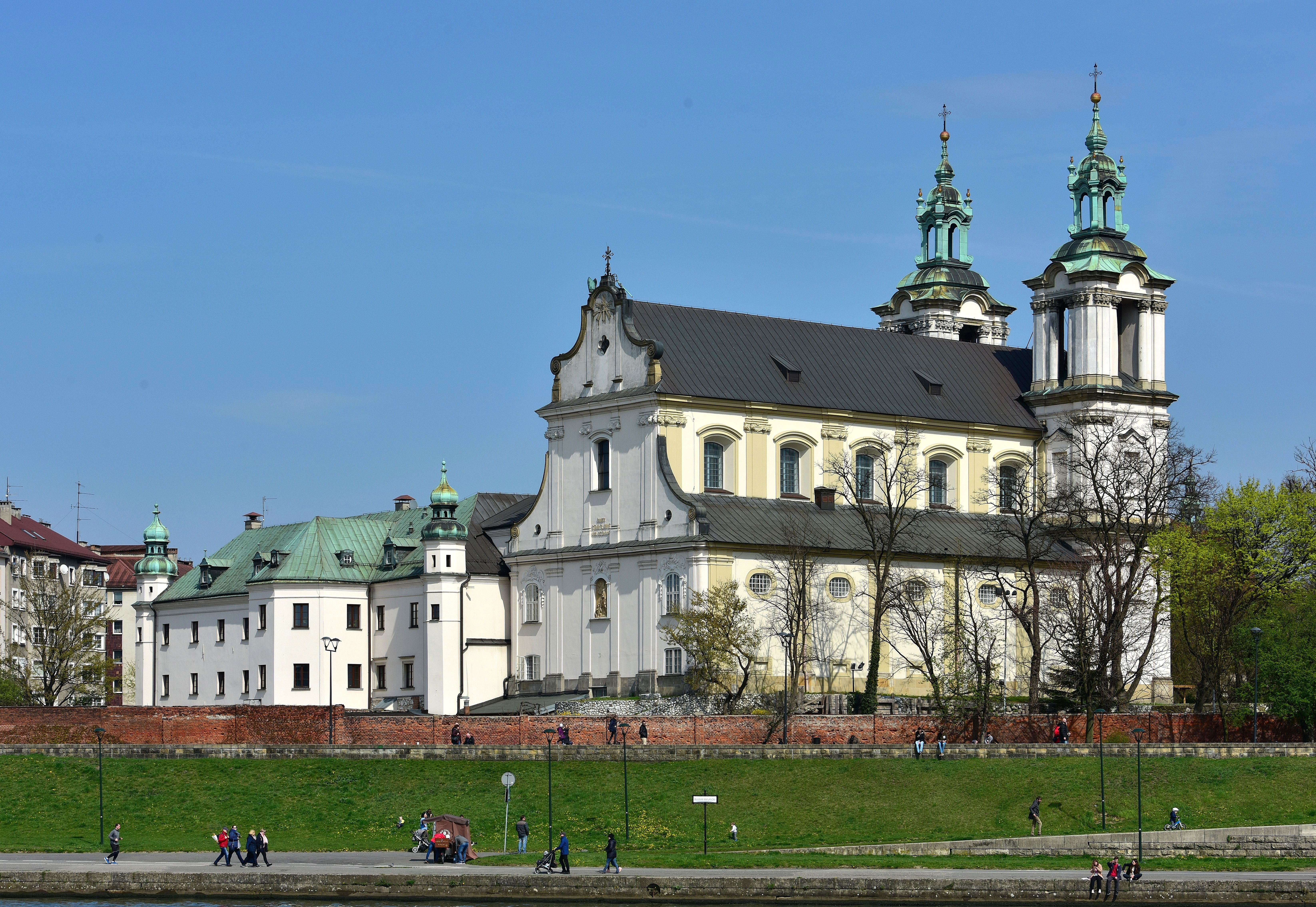
Paulinerbasilika

Die Paulinerbasilika (polnisch Bazylika Paulinów) oder auch Michael-und-Stanislausbasilika (polnisch Bazylika św. Michała Archanioła i św. Stanisława Biskupa) in Krakau ist eine römisch-katholische Kirche an der ul. Skałeczna 15 im Stadtteil Kazimierz südlich der Krakauer Altstadt.

## Geschichte
Das Krakauer Paulinerkloster auf dem Skałkahügel befindet sich in der alten polnischen Hauptstadt am Ort der ehemaligen Michaeliskirche, in der angeblich im Jahre 1079 Bischof Stanisław Szczepanowski, der spätere heilige Stanislaus, infolge eines Machtkampfes mit König Bolesław II. von dessen Anhängern getötet wurde. Stanislaus wurde im 13. Jahrhundert nach dem Vorbild Thomas Beckets vom Papst heiliggesprochen und infolgedessen zu einer Art Nationalheiligem Polens. Zunächst errichtete man vor Ort eine kleine romanische Kirche unter dem Patrozinium des hl. Erzengels Michael. Im 14. Jahrhundert ließ König Kasimir der Große eine gotische Kirche bauen, die 1472 die nach Krakau geholten Pauliner-Mönche übernahmen. Die heutige barocke Kirche, die sowohl Michael als auch Stanislaus gewidmet ist, entstand zwischen 1733 und 1751 nach Plänen von Anton Müntzer und Antonio Solari. Im Kircheninneren ist das Altarbild von Tadeusz Kuntze (ca. 1758) von Bedeutung. Im hintersten linken Kirchenschiff befindet sich der St.-Stanislaus-Altar mit einem Heiligenbild aus dem 18. Jahrhundert und verschiedenen Reliquien. Im Jahr 2003 erhob Papst Johannes Paul II. die Kirche in den Rang einer Basilica minor.

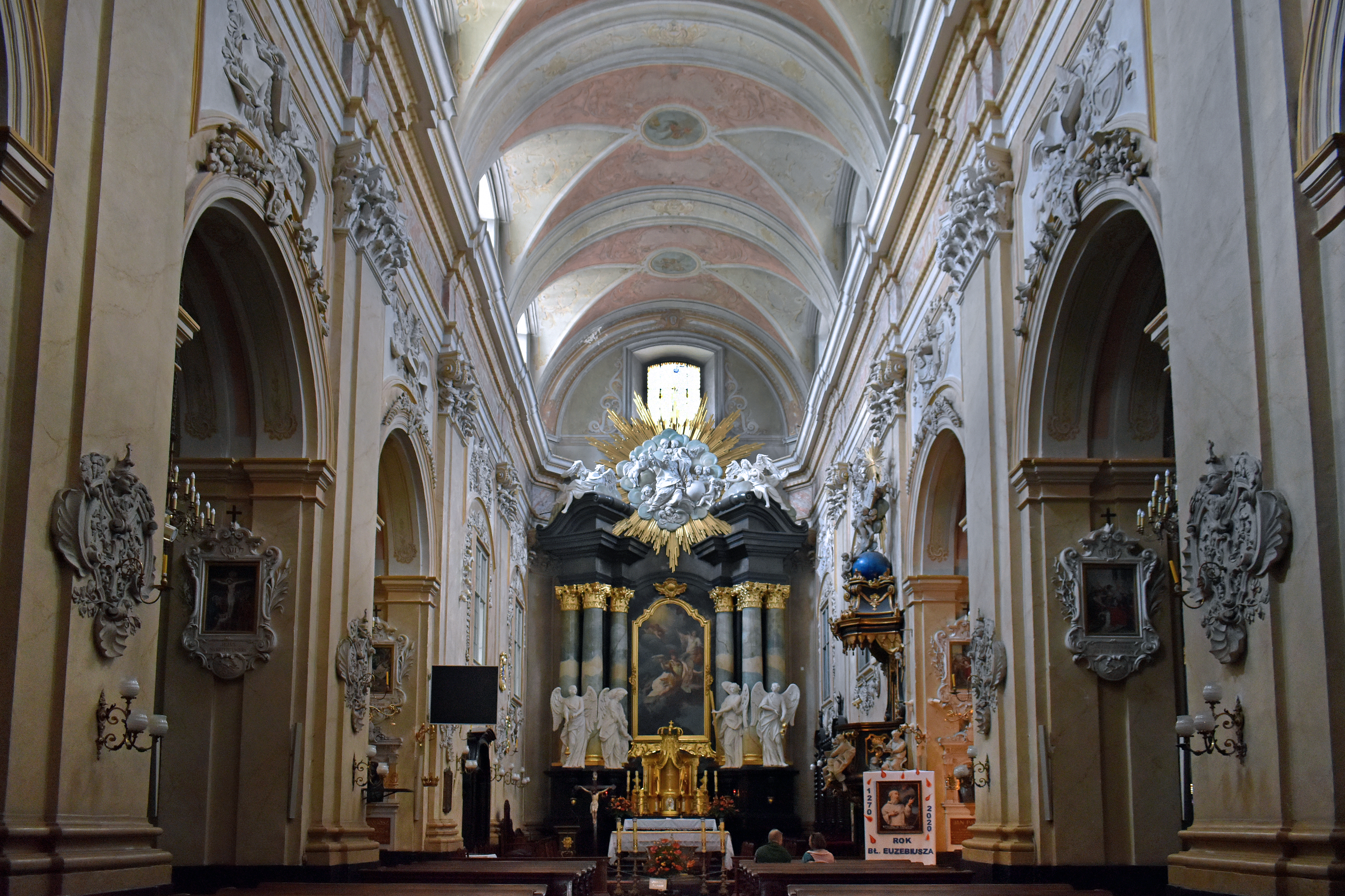
Innenraum

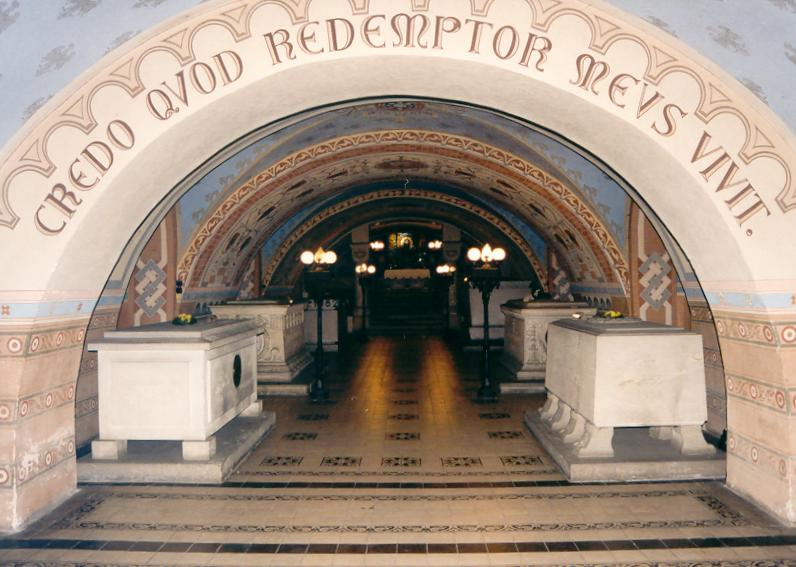
Krypta der Verdienten Polen

In den Jahren 1876 bis 1880 entstand in den Gewölben der Kirche eine Art „Nationales Pantheon“ die Krypta verdienter Polen auf dem Skałkahügel. Anlässlich des 400. Todestages des Chronisten und Schriftstellers Jan Długosz, der dort ebenfalls begraben liegt, legte man eine Krypta an, in der bis zum heutigen Tag eine Reihe prominenter Polen bestattet wurden. Dazu zählen die Schriftsteller Adam Asnyk, Józef Ignacy Kraszewski, Stanisław Wyspiański und zuletzt (2004) Czesław Miłosz, die Maler Henryk Siemiradzki und Jacek Malczewski sowie der Komponist Karol Szymanowski.